# Anopheles simlensis
Anopheles simlensis este o specie de țânțari din genul Anopheles, descrisă de James în anul 1911. Conform Catalogue of Life specia Anopheles simlensis nu are subspecii cunoscute.